# Sprinkange
Sprinkange (en luxemburguès: Sprénkeng; alemany: Sprinkingen) és una vila centre administratiu de la comuna de Dippach del districte de Luxemburg al cantó de Capellen. Està a uns 12,13 km de distància de la Ciutat de Luxemburg.